# Oxymetrie
Oxymetrie, oft auch Oximetrie geschrieben, ist die Bezeichnung für die Messung des Sauerstoffgehaltes. Die Bestimmung des Gehaltes an gelöstem Sauerstoff in Flüssigkeiten ist hierbei von besonderem Interesse wegen ihrer großen Bedeutung in Medizin, Pharmazie, Wasseranalytik und Abfallwirtschaft. Es gibt heute im Wesentlichen drei Methoden der Sauerstoffmessung: die Winkler-Methode, die polarografische Methode und die Lumineszenz-Methode. In der intensivmedizinischen Patientenüberwachung kommt in erster Linie die Methode der Pulsoxymetrie zum Einsatz.
Zur Messung gibt es medizinische Geräte, die als Oxymeter bzw. Pulsoxymeter bezeichnet werden.

## Winkler-Methode

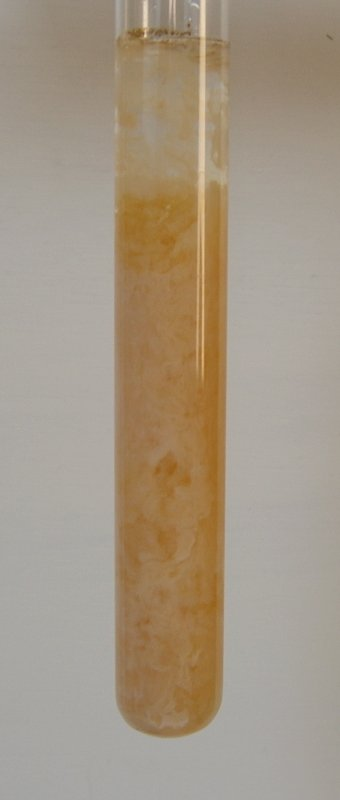
Fällung von Mangan(II)-hydroxid mit teilweiser Oxidation zu braunem Mangan(III)- bzw. Mangan(IV)-oxidhydroxid durch Luftsauerstoff

Die Winkler-Methode wurde bereits 1888 von Lajos Winkler entwickelt und beruht auf der Oxidation von zweifach positiv geladenen Manganionen durch den gelösten Sauerstoff. In der Regel werden Wasserproben im Feld mit den beiden Reagenzien zum „Fixieren“ des Sauerstoffs als Manganhydroxid (der Oxidationsstufen III und u. U. auch IV) versetzt und im Labor austitriert. Auf der Methode nach Winkler basiert das DEV G-21 – Bestimmung des gelösten Sauerstoffs – Iodometrisches Verfahren (DIN EN 25813:1993-01).
Die Fixierreagenzien sind zum einen eine gesättigte Lösung von Mangan(II)-chlorid (MnCl2) und zum anderen eine Kaliumiodid-haltige Natronlauge.
Bei Zugabe dieser Reagenzien unter Luftabschluss zur Probe bildet sich Mangan(II)-hydroxid, das durch den Sauerstoff zu Mangan(III)-hydroxid, teilweise sogar zu Mangan(IV)-hydroxid bzw. Mangan(IV)-oxid-hydroxid (MnO(OH)2) oxidiert wird und als zimtbrauner bis kaffeebrauner Niederschlag ausfällt:
{\displaystyle \mathrm {Mn^{2+}+2\ OH^{-}\longrightarrow Mn(OH)_{2}} }
{\displaystyle \mathrm {2\ Mn(OH)_{2}+0,5\ O_{2}+H_{2}O\longrightarrow 2\ Mn(OH)_{3}} }
oder
{\displaystyle \mathrm {2\ Mn(OH)_{2}+O_{2}\longrightarrow 2\ MnO(OH)_{2}} }
Nach Zugabe von Schwefelsäure oder Salzsäure wird das Mangan(III) durch das Iodid reduziert. Mangan(IV) wird zuvor im sauren Medium mit noch vorhandenem Mangan(II)-ionen über eine Komproportionierungsreaktion zu Mangan(III)-ionen umgewandelt.
{\displaystyle \mathrm {2\ Mn(OH)_{3}+2\ I^{-}+6\ H^{+}\longrightarrow 2\ Mn^{2+}+I_{2}+6\ H_{2}O} }
Die Stoffmenge des so gebildeten Iods entspricht der doppelten Stoffmenge des ursprünglich vorhandenen Sauerstoffs (in mol) und wird titrimetrisch mit Natriumthiosulfat bestimmt:
{\displaystyle \mathrm {2\ S_{2}O_{3}^{2-}+I_{2}\longrightarrow S_{4}O_{6}^{2-}+2\ I^{-}} }
Hierbei wird die doppelte Stoffmenge Natriumthiosulfat im Vergleich zur Stoffmenge des Iods umgesetzt. Bei diesen Reaktionen entspricht demnach 1 mmol Sauerstoff 2 mmol Thiosulfat-Ionen. 1 ml Natriumthiosulfatlösung mit der Konzentration c = 0,01 mol/l entspricht 0,08 mg Sauerstoff.
Die Massenkonzentration an gelöstem Sauerstoff kann mit folgender Formel berechnet werden:
{\displaystyle \mathrm {\beta ={\frac {1}{4}}\cdot {\frac {M\cdot V_{2}\cdot c\cdot F}{V_{1}}}} } (in Milligramm je Liter)
| Variable | Beschreibung                                                |
| -------- | ----------------------------------------------------------- |
| M        | molare Masse von Sauerstoff                                 |
| V1       | Volumen der titrierten Probe (in ml)                        |
| V2       | Volumen des verbrauchten Natriumthiosulfats (in ml)         |
| c        | Stoffmengenkonzentration des Natriumthiosulfats (in mmol/l) |
| F        | V0/(V0–V′)                                                  |
| V0       | Volumen der Probenflasche (in ml)                           |
| V′       | Summe Volumen der zugegebenen Fixierreagenzien (in ml)      |

## Polarographische Methode
Bei dieser Methode wird Sauerstoff elektrochemisch reduziert:
{\displaystyle \mathrm {O_{2}+2\ H_{2}O+4\ e^{-}\longrightarrow 4\ OH^{-}} }
Der elektrische Strom wird über Elektroden abgeleitet und seine Größe dient als Messsignal für ein Messgerät, das die Sauerstoffkonzentration direkt in mg O2/l angibt. Dieses auch heute noch weit verbreitete Verfahren geht auf das Jahr 1897 zurück, erste Anwendungen am Menschen gelangen Mitte des 19. Jahrhunderts. Die bekannteste Umsetzung dieser Methode wird als Clark-Elektrode bezeichnet. Die Messzelle ist hierbei mit einem Elektrolyt gefüllt, in dem sich Anode und Kathode befinden, die wiederum durch eine nur für Sauerstoff durchlässige semipermeable Membran vom Messmedium getrennt sind. Die Reduktionsreaktion findet an der üblicherweise aus Edelmetall (z. B. Gold) bestehenden Kathode statt. Aufgrund ihrer Einfachheit ist diese Methode auch für den Feldeinsatz geeignet, sie erreicht jedoch nicht die Genauigkeit des Winkler-Verfahrens.

## Lumineszenz-Methode
Während die theoretischen Arbeiten dieses Verfahrens auf das Jahr 1947 datieren, erfolgte der praktische Einsatz erst 1987. Diese Methode nutzt die Lumineszenzstrahlung eines geeigneten Leuchtstoffes (Luminophore) aus, der durch Einstrahlung von normalem Licht angeregt wird. Die Anregungsenergie der Lumiphoren wird mit verschiedenen Zeitkonstanten auf die Sauerstoffmoleküle abgegeben, was in einer charakteristischen Dämpfung in der Intensitäts-Zeit-Kurve zu beobachten ist.
Abhängig vom Material des Leuchtstoffes (meistens Metalloporphyrin-Albumin-Komplexe) und der Wellenlänge des eingestrahlten Lichts ist die Lumineszenzstrahlung hinsichtlich ihrer maximalen Intensität und ihres zeitlichen Abklingverhaltens von der Sauerstoffkonzentration in der Umgebung des bestrahlten Materials abhängig. Vorteil gegenüber Winkler- und polarographischer Methode ist die höhere Anwenderfreundlichkeit, da die Lumineszenz-Methode u. a. 
driftfrei ist. Außerdem müssen bei ihr Membran und Elektrolyt nicht gewechselt bzw. gewartet werden, da statt diesen eine sauerstoffsensitive Schicht eingesetzt wird.